# Шахворостов, Андрей Евгеньевич
Андрей Евгеньевич Шахворостов (23 февраля 1963 — 14 декабря 1985) — заместитель командира мотострелковой роты 682-го мотострелкового полка 108-й Невельской Краснознамённой мотострелковой дивизии в составе 40-й армии Краснознамённого Туркестанского военного округа (ограниченный контингент советских войск в Демократической Республике Афганистан), лейтенант. Герой Советского Союза.

## Карьера
Родился 23 февраля 1963 года в городе Талды-Кургане в семье рабочего.
Окончил 10 классов. Член КПСС с 1982 года.
В Советской Армии с 1980 года. В 1984 году окончил Алма-Атинское высшее общевойсковое командное училище имени Маршала Советского Союза И. С. Конева, и был направлен в состав ограниченного контингента советских войск в Афганистане заместителем командира мотострелковой роты 682-го мотострелкового полка (108-я Невельская Краснознамённая мотострелковая дивизия).

## Подвиг
Во время одного из боёв, 14 декабря 1985 года, лейтенант Андрей Шахворостов огнём из пулемёта остановил наступающую цепь моджахедов. Получив ранение, молодой офицер продолжал руководить боем, а когда кончились боеприпасы — отбивался гранатами. В критический и решающий момент боя он поднялся в атаку, увлекая за собой подчинённых. Противник был отброшен, но в ходе атаки лейтенант А. Е. Шахворостов погиб. Похоронен в Алма-Ате на кладбище на проспекте Рыскулова.
Указом Президиума Верховного Совета от 31 июля 1986 года за мужество и героизм, проявленные при оказании интернациональной помощи Демократической Республике Афганистан, лейтенанту Шахворостову Андрею Евгеньевичу посмертно присвоено звание Героя Советского Союза.

## Награды
Награждён орденом Ленина и Золотой звездой Героя Советского Союза.

## Память
Имя А. Е. Шахворостова было присвоено одной из улиц Талды-Кургана — улице Площадь Парка.